# آهوچه ادرز
آهوچه ادرز (نام علمی: Cephalophus adersi) نام یک گونه از زیرخانواده غزالک است.